# Rajesh Bhushan

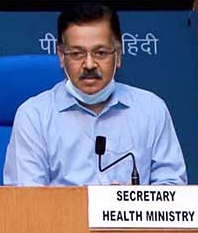
Rajesh Bhushan (2020)

Rajesh Bhushan (* 31. Juli 1963 in Uttar Pradesh) war von Juli 2020 bis Juli 2023 Staatssekretär im Ministerium für Gesundheit und Familienfürsorge in Indien.

## Werdegang
Bhushan ist ein ehemaliger Beamter des indischen Verwaltungsdienstes aus dem Bihar-Kader von 1987. Im Juli 2020 wurde Bhushan zum Staatssekretär des Ministeriums für Gesundheit und Familienfürsorge ernannt. Er befasste sich seitdem unter anderem mit der Eindämmung und dem Schutz der Bevölkerung bezüglich des Pandemievirus SARS-CoV-2. Davor war er Staatssekretär im Ministerium für ländliche Entwicklung. Im Juli 2023 ging er in den Ruhestand.

## Privates
Er ist mit Ritu Khanduri Bhushan verheiratet.